# Ehringsfeld
Ehringsfeld ist ein Ortsteil der Gemeinde Ursensollen im oberpfälzer Landkreis Amberg-Sulzbachin Bayern.

## Geographie
Das Dorf liegt in der östlichen Frankenalb, zehn Kilometer westlich von Amberg auf einer Höhe von 478 m ü. NN. Nördlich des Altortes verläuft der nur temporär wasserführende Hausener Bach.

## Geschichte
Das bayerische Urkataster zeigt Ehringsfeld in den 1810er Jahren als einen Weiler mit fünf Herdstellen und fünf kleinen Weihern.
Im Zuge der Gemeindegebietsreform in Bayern wurde der Ort am 1. Juli 1972 vom Markt Kastl in die Gemeinde Ursensollen umgegliedert.

Die Katholische Kirche St. Florian stammt aus der zweiten Hälfte 18. Jahrhundert und steht unter Denkmalschutz. Der Bischof aus Eichstätt war 2001 dort zu Besuch und hat eine Predigt abgehalten. Die Kirche gehört zum Bistum Eichstätt, Dekanat Kastl. 
Zum 31. Januar 2014 hatten in Ehringsfeld 115 Personen ihren Hauptwohnsitz.

## Infrastruktur
Es gab 1998 nach der amtlichen Statistik im Bereich der Land- und Forstwirtschaft drei hauptberufliche landwirtschaftliche Unternehmen sowie einige weitere nebenberufliche Land- und Forstwirte. Zurzeit werden 320 ha Acker- und Forstflächen bewirtschaftet.
In Ehringsfeld sind vier gewerbliche Betriebe gemeldet, eine Firma für Estrichverlegung, ein Raumausstatter, Buchhaltungs- und Büroservice und eine Mietwagenzentrale.
- Gemeindestraßen erschließen Ehringsfeld zu der östlich verlaufenden Bundesstraße 299 hin, die nach Amberg und Neumarkt in der Oberpfalz führt.
- Der ÖPNV bedient den Ort mit den VGN-Buslinien 445 und 472.[4][5]